# استاماریو
استاماریو (به اسپانیایی: Estamariu) یک منطقهٔ مسکونی در اسپانیا است که در آلت یورگل واقع شده‌است. استاماریو ۲۱٫۲ کیلومتر مربع مساحت دارد.